# Ponthieva ovatilabia
Ponthieva ovatilabia är en orkidéart som beskrevs av Charles Schweinfurth. Ponthieva ovatilabia ingår i släktet Ponthieva och familjen orkidéer. Inga underarter finns listade i Catalogue of Life.